# ابتسام بركات
ابتسام بركات (بالإنجليزية: Ibtisam Barakat)، كاتبة فلسطينية أمريكية. ولدت في بيت حنينا بالقرب من القدس. تتميز بإتقانها للغتين الإنجليزية والعربية. فهي كاتبة، وشاعرة، وفنانة تشكيلية، ومترجمة، ومعلمة.
لقد حصلت بركات علي درجة البكالوريوس من جامعة بيرزيت بالقرب من رام الله في الضفة الغربية. في عام 1986 انتقلت الي مدينة نيويورك حيث تدربت في مجلة ذا نيشن (بالإنجليزية: The Nation). وقد استمرت حتي حصلت علي شهادة الماجيستير في الصحافة، والتنمية البشرية، ودراسات الأسرة من جامعة ميسوري- كولومبيا.
وقد أصدرت إحدي دور النشر المرموقة بالولايات المتحدة الأمريكية (فارار وستراوس وجيرو) كتاب عن مذكرات طفولة ابتسام بركات بعنوان (تذوق السماء: طفولة فلسطينية) ويتحدث الكتاب عن نشأتها في ظل الاحتلال الإسرائيلي في أعقاب حرب الأيام الستة عام 1967. وقد نال الكتاب العديد من الجوائز منها جائزة جمعية القراءة الدولية لأفضل رواية في نيويورك عام 2008، وجائزة مجلس الشرق الأوسط لأفضل كتاب أدبي عام 2007، و جائزة الكتاب العربي الأميركي لقسم الأطفال والشباب عام 2008.
وقد نال كتابها بعنوان: (التاء المربوطة تطير) الذي يتحدث عن أحد الحروف الأبجدية العربية التي رفضت أن تقوم بدورها في كتابة كلمة، جائزة مؤسسة آنا ليند (بالأنجليزية: Anna Lindh) لأفضل أدب للأطفال العرب عام 2011.
وقد نشرت المكتبة الوطنية لدولة الإمارات العربية المتحدة - أبو ظبي عام 2014 إحدي كتبها وهو كتاب (هدية للهمزة) باللغة العربية. 